# Taifa (Ghana)
Pour les articles homonymes, voir Taifa.
Ne doit pas être confondu avec Taïfa.
Taifa est une ville située dans le district municipal de Ga Est, dans la région du Grand Accra, au sud-est du Ghana, près de la capitale Accra. Elle est considérée comme la vingt-sixième plus grande localité du Ghana en termes de population, avec environ 68 459 habitants en 2012,.

## Géographie
Taifa se trouve dans la banlieue nord-ouest d'Accra. Elle dispose d'une gare sur une ligne ferroviaire et d'un petit parc situé au nord, à proximité de la Commission de l'énergie atomique du Ghana.

## Démographie
La ville a connu une croissance démographique rapide :
- 1984 : 1 009 habitants
- 2000 : 26 145 habitants
- 2007 : 48 927 habitants
- 2012 : 68 459 habitants[4],[5],[2]

Cette augmentation est en partie due à l'afflux de migrants des zones rurales du Ghana et d'autres pays ouest-africains, attirés par les opportunités d'emploi dans la région industrielle de Tema.

## Infrastructures
Malgré sa croissance, Taifa fait face à des défis infrastructurels, notamment des routes en mauvais état qui restent non goudronnées.